# Линник Ірина Володимирівна
Линник Ірина Володимирівна (15 листопада, 1922 — 2009) — російська мистецтвознавиця, працівниця державного Ермітажу. Доктор мистецтвознавства.

## Біографія коротко
Батько Линник Володимир Павлович (1889—1984) — радянський оптик, академік АН СРСР (1939). Лауреат Сталінської премії (1946, 1950), Герой Соціалістичної Праці (1969).

## Науково вагомі атрибуції картин у СРСР
- Рембрандт «Поклоніння волхвів» (для Ермітажу)
- Франс Галс, «Євангеліст Лука», «Євангеліст Матвій» (для музею Одеси)
- Жак Белланж «Оплакування Христа з донатором і св. Карло Борромео» (для Ермітажу)
- Андреа дель Сарто і учні «Мадонна з немовлям»  (для музею Пскова)
- Теодор Ромбоутс «Невеликий бенкет» (для музею Пскова)
- Ян ван ден Геке (Фландрія, XVII ст.), натюрморт «Сніданок» (для музею Ханенків у Києві)

## Сім'я
- Чоловік — Кузнецов Юрій Іванович, мистецтвознавець, фахівець із західноєвропейського малюнку.
- Дочка — Кузнецова Ірина Юріївна (1959—2016), геологиня-палеонтологиня, кандидат наук.

## Друковані твори (російською)
- Линник И. В. «Франс Халс», Ленинград, «Советский художник», 1967
- Линник И. В. «Вновь опознанные картины нидерландский караваджистов в музеях СССР», Памятники культуры. Новые открытия (ежегодник), М., 1974
- Линник И. В. «Голландская живопись 17 века и проблемы атрибуции картин», Ленинград, «Искусство», 1980
- Линник И. В. «Живопись старых мастеров в музеях Советского Союза», Ленинград, «Аврора», 1989
- Линник И. Всеволожская С. «Caravaggio und seine nachfolger», 1993 (німецькою мовою)